# Souraïde
Souraïde é uma comuna francesa na região administrativa da Nova Aquitânia, no departamento dos Pirenéus Atlânticos. Estende-se por uma área de 16,73 km². Em 2010 a comuna tinha 1 434 habitantes (densidade: 85,7 hab./km²).